# كيم وليامز (صحفية)
كيم وليامز (بالإنجليزية: Kim Williams)‏ هي عالمة طبيعية وصحفية أمريكية، ولدت في 23 سبتمبر 1923 في غالاتين في الولايات المتحدة، وتوفيت في 6 أغسطس 1986 في ميسولا في الولايات المتحدة.